# Nolina
Nolina là một chi thực vật có hoa trong họ Asparagaceae.

## Danh sách loài
- Nolina affinis
- Nolina altamiranoana
- Nolina arenicolaCorrell
- Nolina atopocarpaBartlett
- Nolina azureogladiata D.Donati
- Nolina beldingiBrandegee
  - Nolina beldingi var. deserticola
- Nolina bigelovii (Torr.) S.Watson
  - Nolina bigelovii subsp. parryi
  - Nolina bigelovii subsp. wolfii
- Nolina brevifolia
- Nolina brittoniana Nash
- Nolina caudata
- Nolina cespitifera Trel.
- Nolina cismontanaDice
- Nolina durangensis Trel.
- Nolina elegans Rose
- Nolina erumpens (Torr.) S.Watson
  - Nolina erumpens var. compacta
- Nolina georgiana Michx.
- Nolina gracilis
- Nolina greenei S.Watson ex Wooton & Standl.
- Nolina guatemalense
- Nolina guatemalensis
- Nolina hartwegiana
- Nolina hibernica Hochstätter & D.Donati[4]
- Nolina histrix
- Nolina hookeri
- Nolina humilis S.Watson
- Nolina interrata Gentry
- Nolina javanica
- Nolina juncea
- Nolina lindheimeriana (Scheele) S.Watson
- Nolina loderi
- Nolina longifolia (Karw. ex Schult. & Schult.f.) Hemsl.
- Nolina matapensis Wiggins
- Nolina micrantha  I.M.Johnst.
- Nolina microcarpa S.Watson
- Nolina nelsoniiRose
- Nolina palmeri S.Watson
  - Nolina palmeri var. brandegeei
- Nolina parryi S.Watson
  - Nolina parryi subsp. wolfii
- Nolina parviflora (Kunth) Hemsl.
- Nolina pliabilis
- Nolina pumila Rose
- Nolina rigida
- Nolina sibirica
- Nolina stricta
- Nolina texana S.Watson
  - Nolina texana var. compacta
- Nolina tuberculata
- Nolina urangensis
- Nolina watsonii
- Nolina wheelerii
- Nolina wolfii[5][6]

## Các loài đã di chuyển
- Beaucarnea gracilis Lem. (trước là Nolina gracilis (Lem.) Cif. & Giacom.)
- Beaucarnea guatemalensis Rose (trước là Nolina guatemalensis (Rose) Cif. & Giacom.)
- Beaucarnea recurvata Lem. (trước là Nolina recurvata (Lem.) Hemsl.)

## Hình ảnh

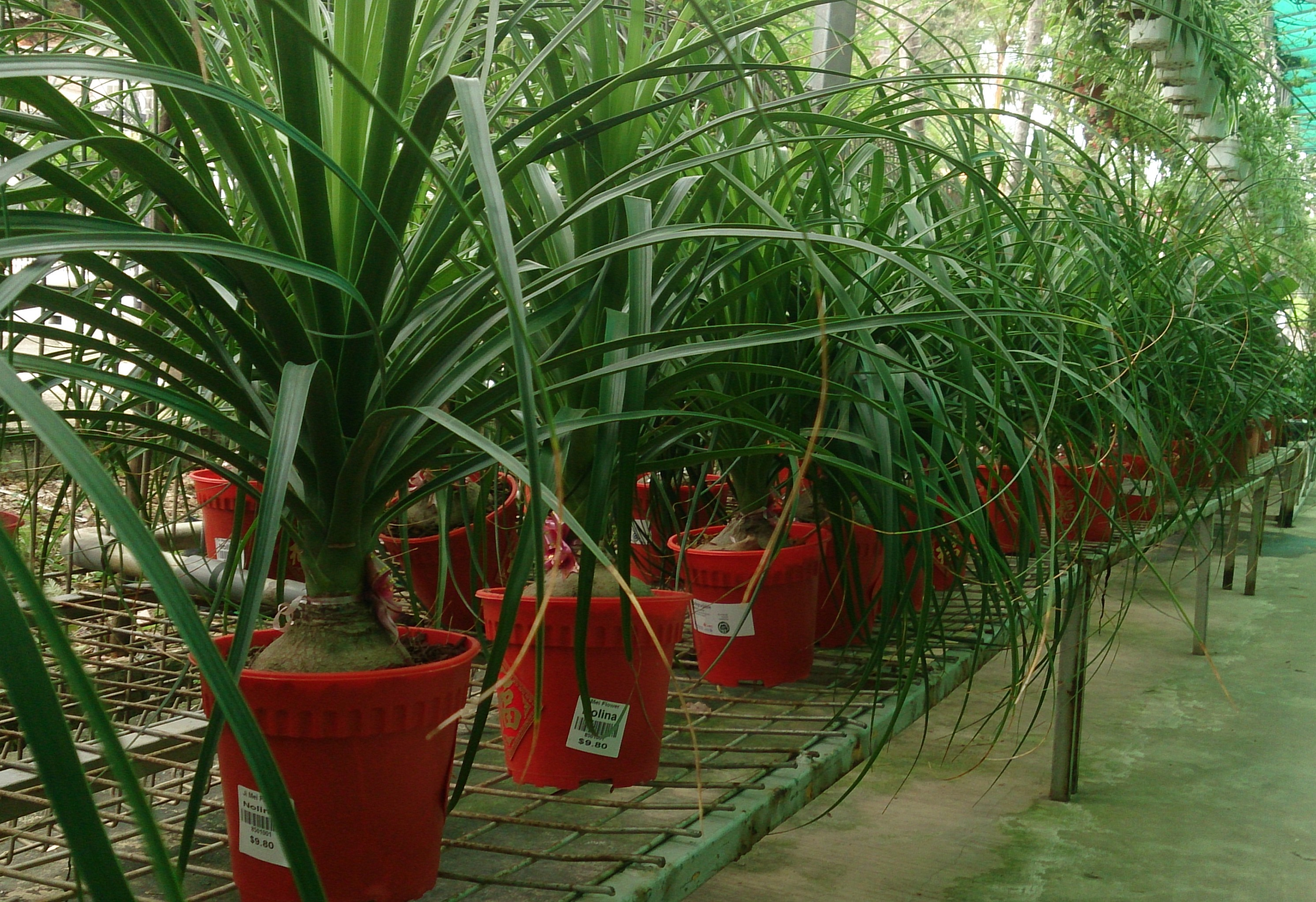
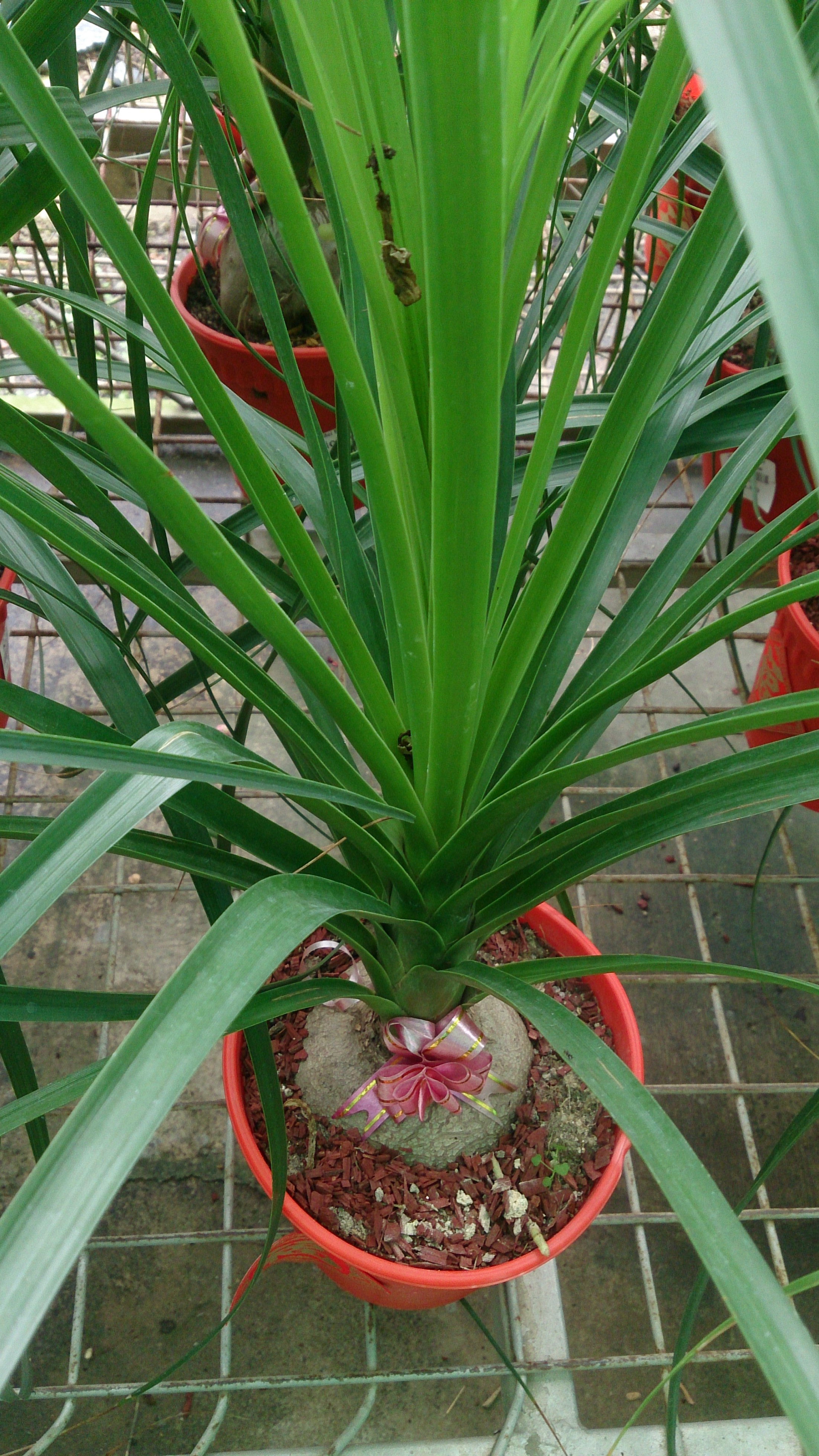
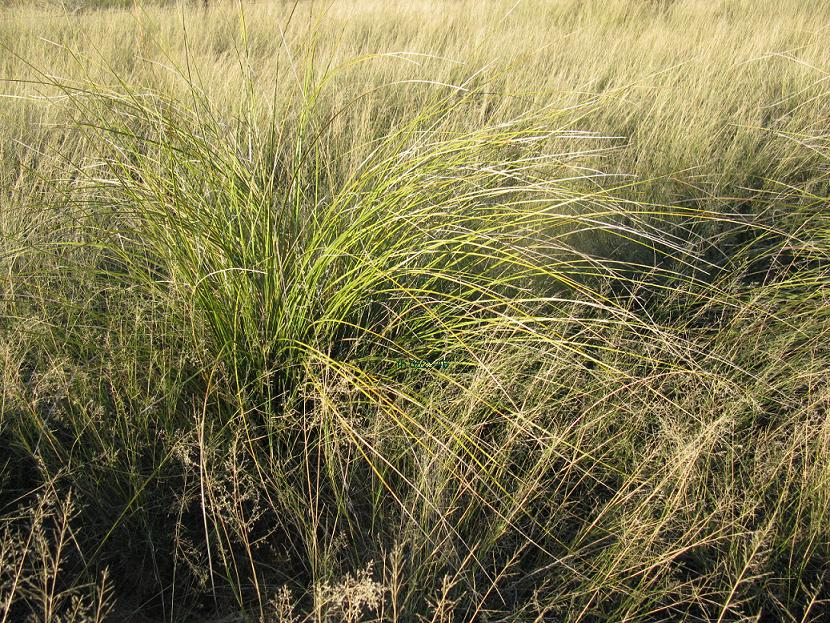
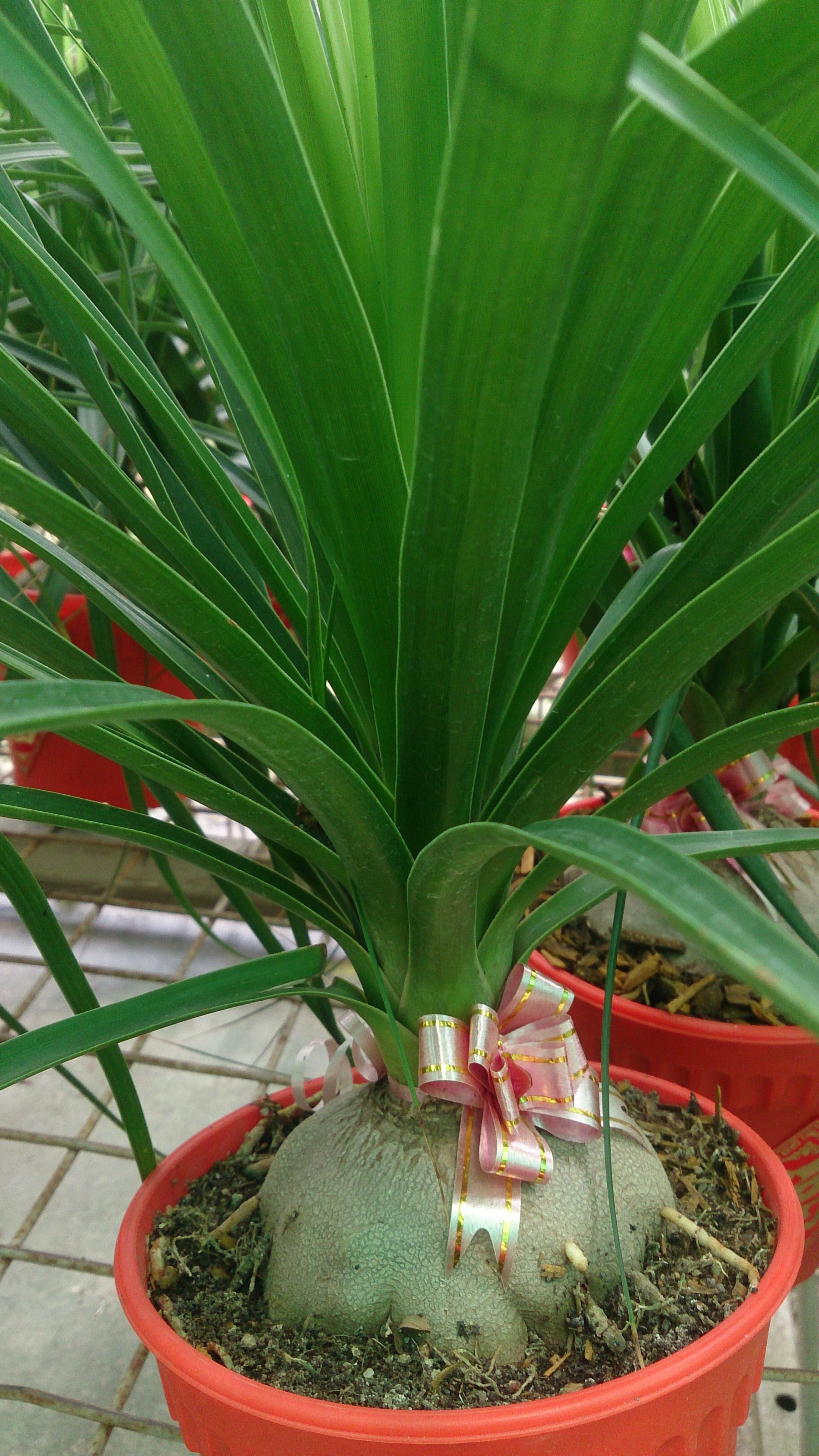